# Hedlunda
Hedlunda – miejscowość (tätort) w Szwecji, w regionie administracyjnym (län) Västerbotten, w gminie Lycksele.
Według danych Szwedzkiego Urzędu Statystycznego liczba ludności wyniosła: 205 (31 grudnia 2015), 223 (31 grudnia 2018) i 228 (31 grudnia 2019).
Z Hedlundy pochodzi John Lindgren, dwukrotny złoty medalista mistrzostw świata w narciarstwie klasycznym (18 km i 50 km na Mistrzostwach Świata w Narciarstwie Klasycznym 1927) i jedenastokrotny mistrz kraju.